# 3125 Хей
3125 Хей (3125 Hay) — астероїд головного поясу, відкритий 24 січня 1982 року.
Тіссеранів параметр щодо Юпітера — 3,352.